# Гольтзее
Гольтзее (нім. Holtsee) — громада в Німеччині, розташована в землі Шлезвіг-Гольштейн. Входить до складу району Рендсбург-Екернферде. Складова частина об'єднання громад Гюттенер-Берге.
Площа — 21,71 км2. Населення становить 1268 ос. (станом на 31 грудня 2020).

## Галерея

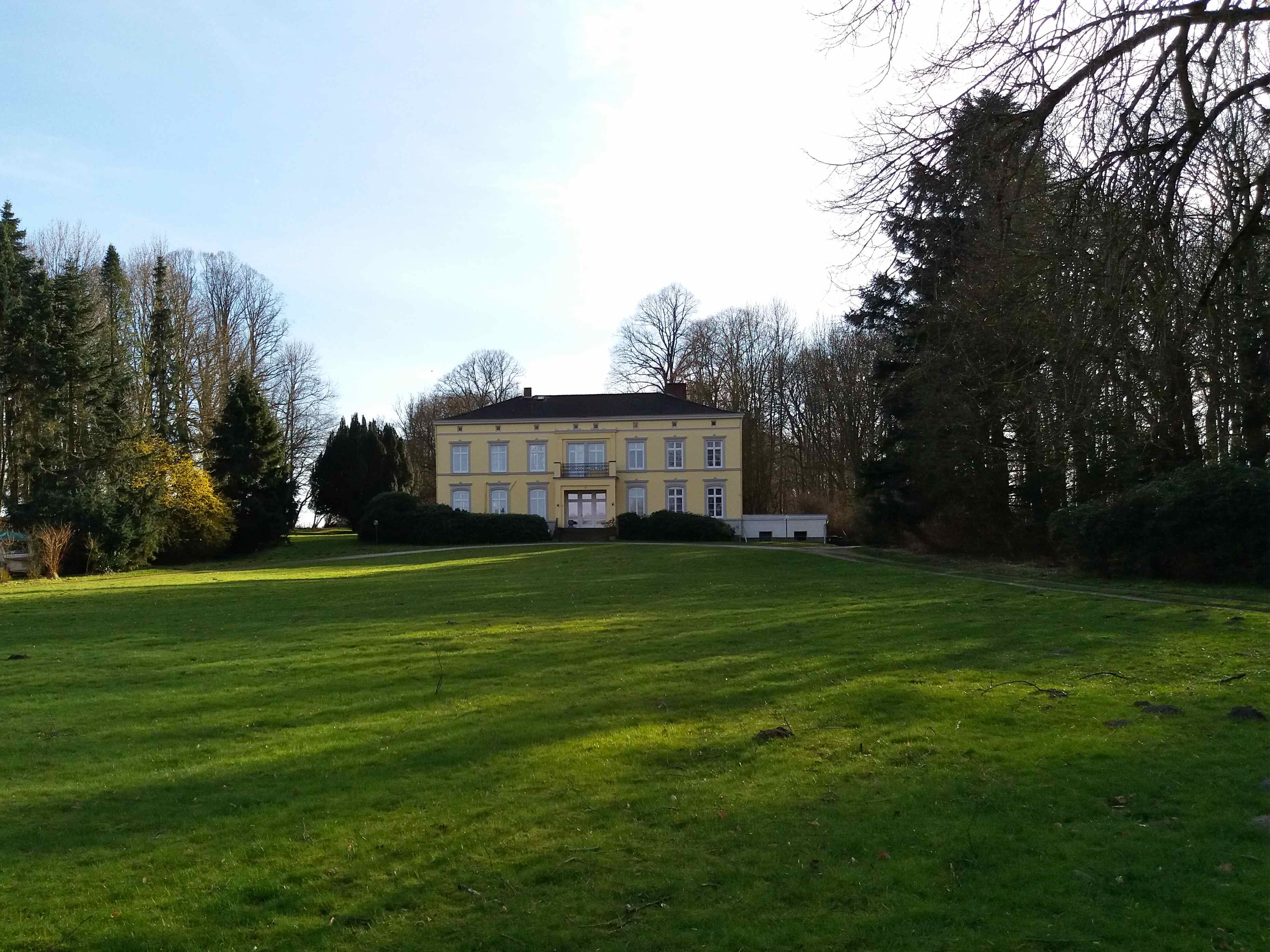
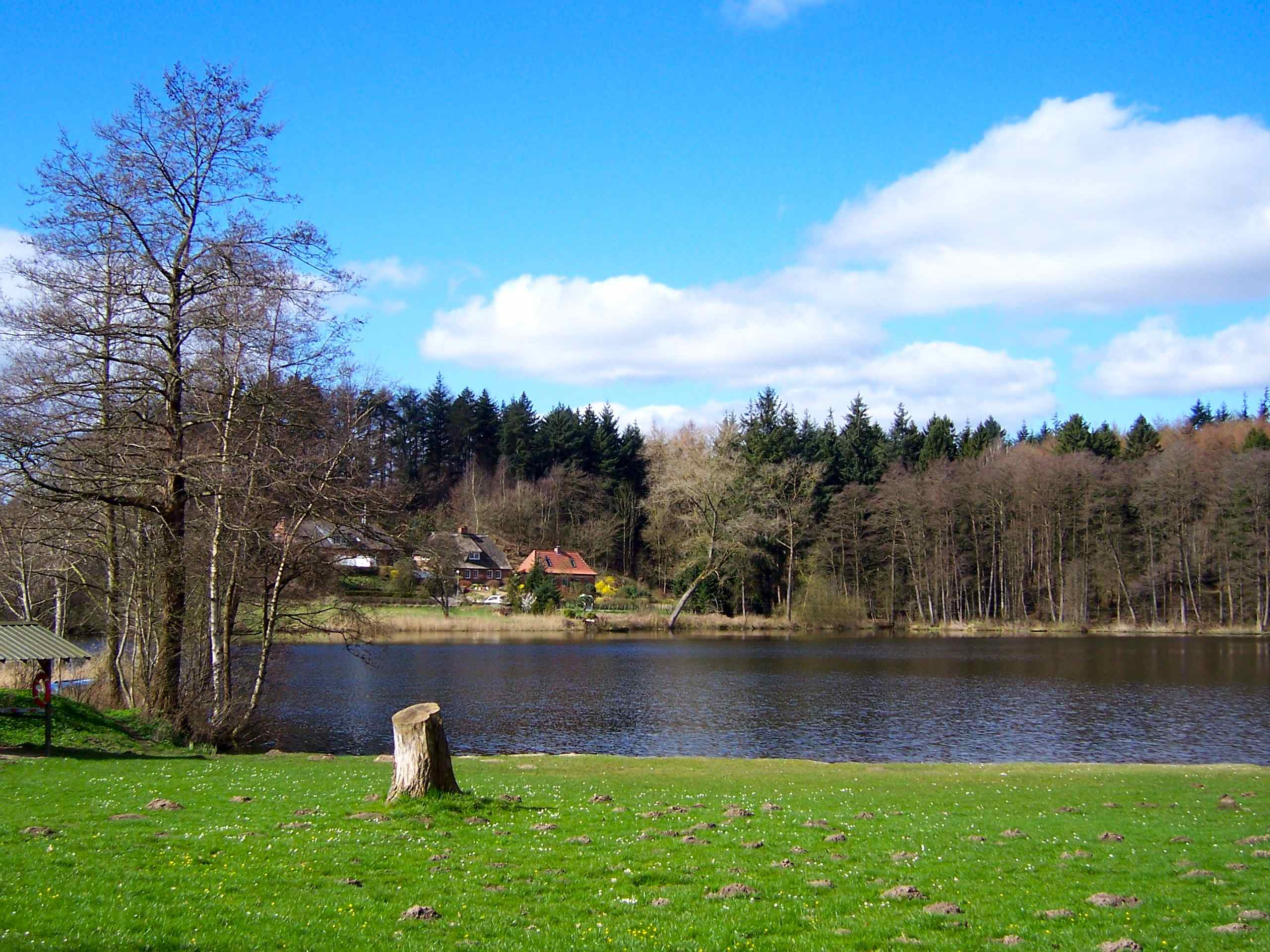
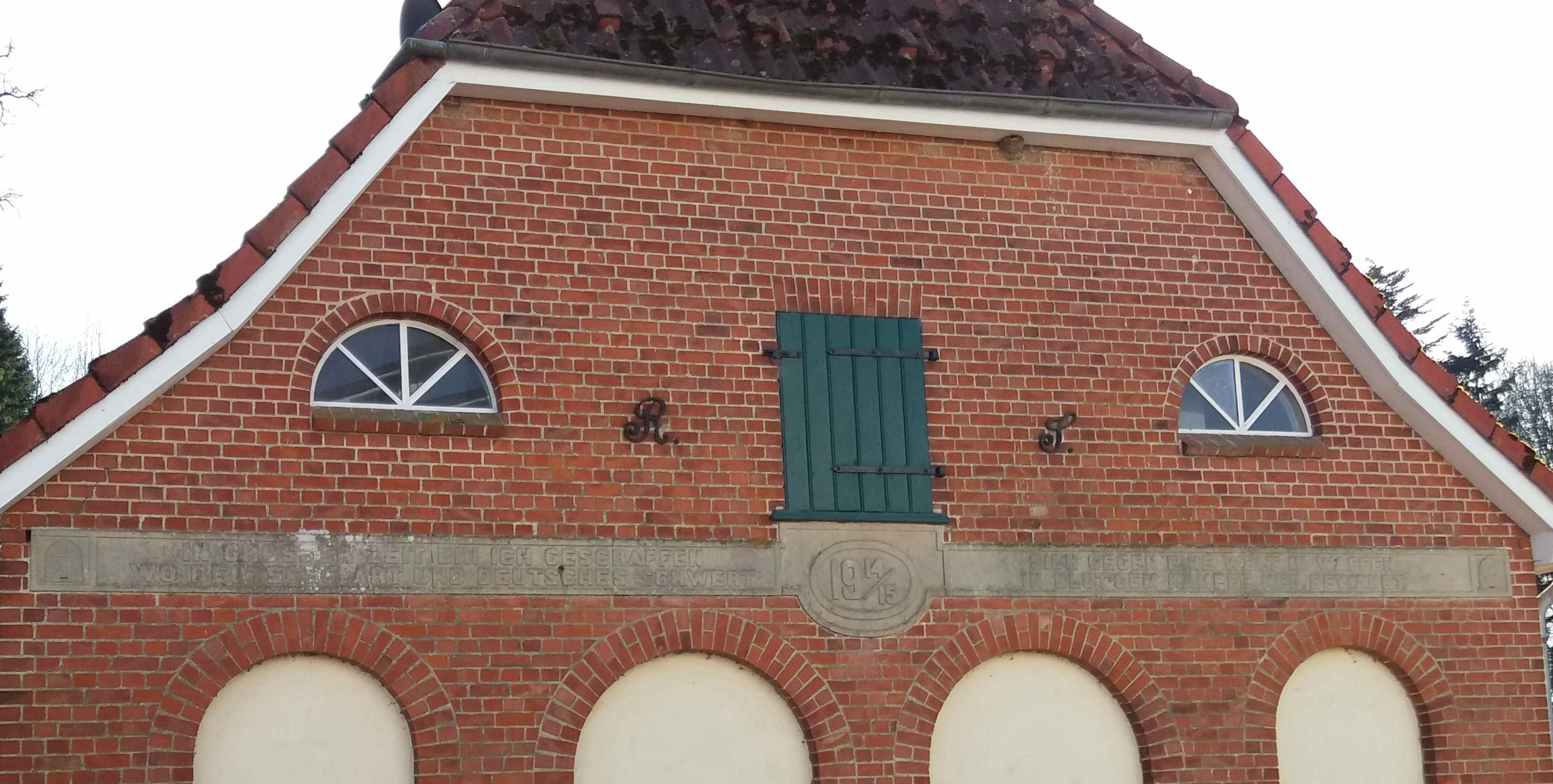